# Herbert Huber
Herbert Huber (ur. 4 grudnia 1944 w Kitzbühel, zm. 15 lipca 1970 tamże) – austriacki narciarz alpejski, wicemistrz olimpijski i wicemistrz świata.

## Kariera
Pierwszy sukces w karierze Herbert Huber osiągnął w 1966 roku, kiedy został mistrzem kraju w slalomie, a w kombinacji alpejskiej wywalczył srebrny medal. Jeszcze w tym samym roku wziął udział w mistrzostwach świata w Portillo, jednak nie ukończył pierwszego przejazdu slalomu. Największy sukces w karierze osiągnął podczas igrzysk olimpijskich w Grenoble w 1968 roku, gdzie zdobył srebrny medal w gigancie. W zawodach tych rozdzielił na podium Francuza Jean-Claude'a Killy'ego oraz swego rodaka, Alfreda Matta. Był to jego jedyny start olimpijski, a także jedyny medal wywalczony na międzynarodowej imprezie tej rangi. Nie znalazł się w kadrze Austrii na rozgrywane w lutym 1970 roku mistrzostwa świata w Val Gardena.
W Pucharze Świata zadebiutował 5 stycznia 1967 roku w Berchtesgaden, zajmując ósme miejsce w slalomie. Tym samym już w swoim debiucie wywalczył pierwsze pucharowe punkty. Dwa miesiące później, 11 marca 1967 roku we Franconii po raz pierwszy stanął na podium zawodów tego cyklu, zajmując trzecie miejsce slalomie. Lepsi byli tam tylko Jean-Claude Killy i Jim Heuga z USA. Dwa tygodnie później w Jackson Hole Austriak odniósł swoje pierwsze zwycięstwo, wygrywając slalom. W kolejnych startach jeszcze dziewięć razy stawał na podium, w tym dwukrotnie zwyciężał: 31 marca 1968 roku w Rossland i 6 kwietnia 1968 roku w Heavenly Valley był najlepszy w gigancie. Najlepsze wyniki osiągnął w sezonie 1967/1968, kiedy zajął trzecie miejsce w klasyfikacji generalnej. Wyprzedzili go tylko Killy oraz Dumeng Giovanoli ze Szwajcarii. Trzecie miejsce zajął także w klasyfikacji giganta, plasując się za Killym i kolejnym Szwajcarem, Edmundem Bruggmannem. Ostatnie pucharowe podium wywalczył 21 grudnia 1969 roku w Lienzu, gdzie zajął drugie miejsce w slalomie. Był to równocześnie jego ostatni występ w zawodach Pucharu Świata.
Cierpiał na depresję. 15 lipca 1970 popełnił samobójstwo.

## Osiągnięcia

### Igrzyska olimpijskie
| Miejsce | Dzień     | Rok  | Miejscowość | Konkurencja | Czas biegu  | Strata  | Zwycięzca         |
| ------- | --------- | ---- | ----------- | ----------- | ----------- | ------- | ----------------- |
| 2.      | 17 lutego | 1968 | Grenoble    | Slalom      | 1:39,73 min | +0,09 s | Jean-Claude Killy |

### Mistrzostwa świata
| Miejsce | Dzień       | Rok  | Miejscowość | Konkurencja | Czas biegu  | Strata  | Zwycięzca         |
| ------- | ----------- | ---- | ----------- | ----------- | ----------- | ------- | ----------------- |
| DNF     | 14 sierpnia | 1966 | Portillo    | Slalom      | 1:41,56 min | -       | Carlo Senoner     |
| 2.      | 17 lutego   | 1968 | Grenoble    | Slalom      | 1:39,73 min | +0,09 s | Jean-Claude Killy |

### Puchar Świata

#### Miejsca w klasyfikacji generalnej
- sezon 1966/1967: 8.
- sezon 1967/1968: 3.
- sezon 1968/1969: 10.
- sezon 1969/1970: 26.

#### Zwycięstwa w zawodach
1. Jackson Hole – 26 marca 1967 (slalom)
2. Rossland – 31 marca 1968 (gigant)
3. Heavenly Valley – 6 kwietnia 1968 (slalom)

#### Pozostałe miejsca na podium
1. Franconia – 11 marca 1967 (slalom) – 3. miejsce
2. Aspen – 16 marca 1968 (slalom) – 2. miejsce
3. Heavenly Valley – 7 kwietnia 1968 (slalom) – 2. miejsce
4. Kitzbühel – 19 stycznia 1969 (slalom) – 2. miejsce
5. Megève – 26 stycznia 1969 (slalom) – 2. miejsce
6. Kranjska Gora – 17 lutego 1969 (slalom) – 3. miejsce
7. Waterville Valley – 22 marca 1969 (slalom) – 2. miejsce
8. Kitzbühel – 21 grudnia 1969 (slalom) – 2. miejsce